# (21331) Lodovicoferrari
(21331) Lodovicoferrari (1997 BO) – planetoida z pasa głównego asteroid okrążająca Słońce w ciągu 4,13 lat w średniej odległości 2,57 j.a. Odkryta 17 stycznia 1997 roku.